# Alegeri legislative în Germania, 2017
Alegerile federale germane din 2017 (în germană: Bundestagswahl 2017) au avut loc pe 24 septembrie 2017, pentru alegerea membrilor celui de-al XIX-lea Bundestag.
Coaliția Uniunea Creștin-Democrată / Uniunea Creștin Socială (CDU/CSU), condusă de cancelarul Angela Merkel, după alegerile din 2013 a păstrat în sondaje un nivel de sprijin de 2 ori mai mare comparativ cu cel al Partidului Social Democrat (SPD), dar la începutul anului 2017, decalajul între CDU/CSU și SPD s-a redus semnificativ în urma preluării conducerii SPD de către Martin Schulz, fostul președinte al Parlamentului European.
În urma crizei migraționale și-a întărit considerabil pozițiile partidul „Alternativa pentru Germania” (AfD), care ar putea deveni al treilea partid din Germania. A crescut la fel și nivelul de susținere al Partidului Liber Democrat (FPD), care are șanse mari să ajungă în Bundestag. 
Stânga și Alianța 90/Verzii mențin aproximativ același nivel de sprijin ca și în 2013.

## Partide și liderii
În total, 38 de partide au reușit să participe la vot în cel puțin un stat și, prin urmare, pot (teoretic) câștiga reprezentare proporțională în Bundestag. Mai mult, există mai mulți candidați independenți, care candidează pentru o circumscripție cu un singur membru. Partidele majore care sunt susceptibile fie să depășească pragul de 5% de voturi secundare, fie să câștige circumscripții cu un singur membru (primele voturi) au fost:
| Nume | Nume    | Nume                                                                   | Nume                                                                             | Ideologie               | Lider (candidat)                  | Rezultatele din 2013 | Rezultatele din 2013 |
| Nume | Nume    | Nume                                                                   | Nume                                                                             | Ideologie               | Lider (candidat)                  | Voturi (%)           | Locuri               |
| ---- | ------- | ---------------------------------------------------------------------- | -------------------------------------------------------------------------------- | ----------------------- | --------------------------------- | -------------------- | -------------------- |
|      | CDU/CSU | CDU                                                                    | Uniunea Creștin-Democrată (Germania) Christlich Demokratische Union Deutschlands | Creștin-democrație      | Angela Merkel                     | 34.1%                | 311 / 631            |
| CSU  | CDU/CSU | Uniunea Creștin-Socială din Bavaria Christlich-Soziale Union in Bayern | Horst Seehofer                                                                   | Creștin-democrație      | 7.4%                              |                      | 311 / 631            |
|      | SPD     | SPD                                                                    | Partidul Social Democrat din Germania Sozialdemokratische Partei Deutschlands    | Social democrație       | Martin Schulz                     | 25.7%                | 193 / 631            |
|      | Linke   | Linke                                                                  | Stânga Die Linke                                                                 | Socialism democratic    | Dietmar Bartsch Sahra Wagenknecht | 8.6%                 | 64 / 631             |
|      | Grüne   | Grüne                                                                  | Alianța 90/Verzii Bündnis 90/Die Grünen                                          | Ecologism               | Cem Özdemir Katrin Göring-Eckardt | 8.4%                 | 63 / 631             |
|      | FDP     | FDP                                                                    | Partidul Liber Democrat Freie Demokratische Partei                               | Liberalism              | Christian Lindner                 | 4.8%                 | 0 / 631              |
|      | AfD     | AfD                                                                    | Alternativă pentru Germania Alternative für Deutschland                          | Conservatorism Național | Alexander Gauland Alice Weidel    | 4.7%                 | 0 / 631              |

În mod tradițional, Uniunea Creștin-Democrată din Germania (CDU) și Uniunea Creștin-Socială din Bavaria (CSU), care se referă reciproc drept „partide surori”, nu concurează unul împotriva celuilalt. CSU contestă doar alegerile din Bavaria, în timp ce CDU contestă alegerile din celelalte cincisprezece state. Deși aceste partide au unele diferențe, cum ar fi opoziția CSU față de politicile de imigrație ale guvernului anterior, CDU și CSU împărtășesc aceleași obiective politice de bază și li se permite prin Regulamentele Bundestag să se alăture într-un singur parlament Fraktion (un grup parlamentar compus din cel puțin 5% din membrii Bundestagului, care au dreptul la drepturi specifice în parlament) după alegeri, așa cum fac în forma grupului CDU/CSU.
Întrucât CD /CSU și Partidul Social Democrat (SPD) ar putea câștiga cele mai multe locuri la alegeri, candidații lor principali sunt denumiți „candidați la cancelar”. Totuși, acest lucru nu înseamnă că noul Bundestag este obligat în mod legal să-l aleagă pe unul dintre aceștia drept cancelar.

## Sondaje de opinie

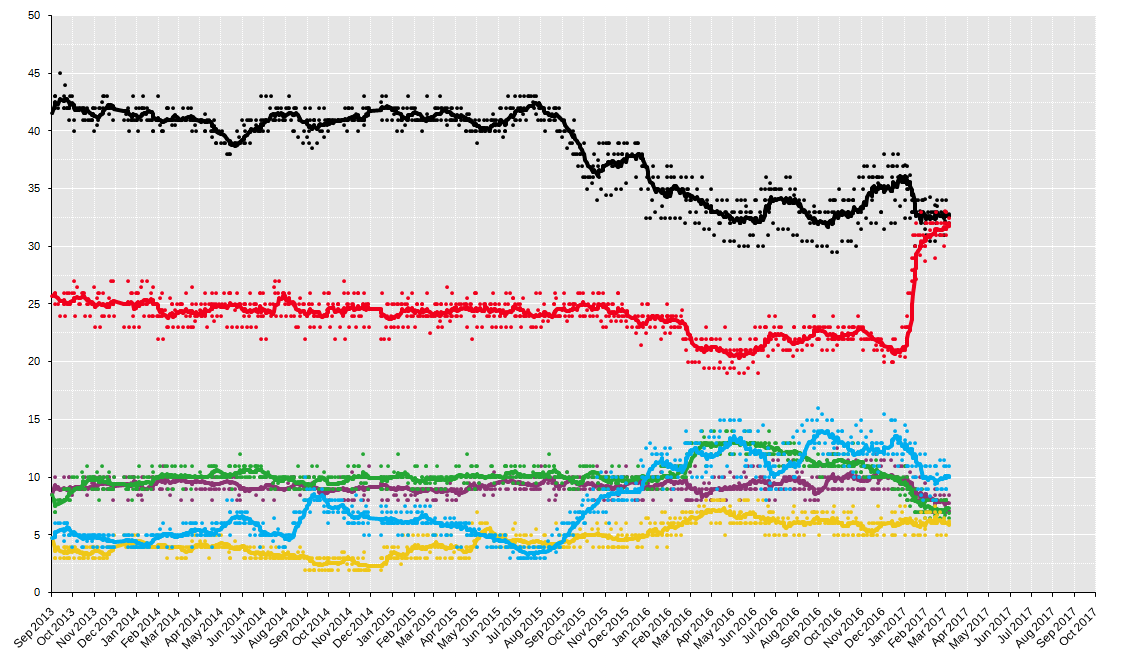
CDU/CSU
SPD
AfD
Stânga
Alianța 90/Verzii
FDP

## Rezultate
CDU / CSU și SPD au rămas cele mai mari două partide din Bundestag, dar ambele au primit o proporție semnificativ mai mică din voturi decât la alegerile din 2013.
AfD a primit suficiente voturi pentru a intra în Bundestag pentru prima dată, obținând 12,6 la sută din voturi - mai mult decât dublul pragului de cinci la sută necesar pentru a se califica pentru statutul parlamentar complet. De asemenea, a câștigat trei mandate de circumscripție, ceea ce l-ar fi calificat în orice caz pentru locuri alese proporțional.

Rezultatele celui de-al doilea vot pe state.

Locuri suplimentare de membru în funcție de stat.

FDP a revenit în Bundestag cu 10,7 la sută din voturi. În ciuda faptului că și-au îmbunătățit ușor rezultatele și au obținut astfel încă câteva locuri, Stânga și Verzii au rămas cele mai mici două partide din parlament.
| Partid                                    | Circumscripție electorală | Circumscripție electorală | Circumscripție electorală | Listele partidului | Listele partidului | Listele partidului | Total Locuri | +/- |
| Partid                                    | Voturi                    | %                         | Locuri                    | Voturi             | %                  | Locuri             | Total Locuri | +/- |
| ----------------------------------------- | ------------------------- | ------------------------- | ------------------------- | ------------------ | ------------------ | ------------------ | ------------ | --- |
| Uniunea Creștin-Democrată (CDU)           | 14,030,751                | 30.2                      | 185                       | 12,447,656         | 26.8               | 15                 | 200          | -55 |
| Partidul Social Democrat (SPD)            | 11,429,231                | 24.6                      | 59                        | 9,539,381          | 20.5               | 94                 | 153          | -40 |
| Alternativa pentru Germania (AfD)         | 5,317,499                 | 11.5                      | 3                         | 5,878,115          | 12.6               | 91                 | 94           | +94 |
| Partidul Liber Democrat (FDP)             | 3,249,238                 | 7.0                       | 0                         | 4,999,449          | 10.7               | 80                 | 80           | +80 |
| Stânga (DIE LINKE)                        | 3,966,637                 | 8.6                       | 5                         | 4,297,270          | 9.2                | 64                 | 69           | +5  |
| Alianța90/Verzii (GRÜNE)                  | 3,717,922                 | 8.0                       | 1                         | 4,158,400          | 8.9                | 66                 | 67           | +4  |
| Uniunea Creștin-Socială din Bavaria (CSU) | 3,255,487                 | 7.0                       | 46                        | 2,869,688          | 6.2                | 0                  | 46           | -10 |
|                                           |                           |                           |                           |                    |                    |                    |              |     |
| Votanții Liberi                           | 589,056                   | 1.3                       | 0                         | 463,292            | 1.0                | 0                  | 0            | 0   |
| Die PARTEI                                | 245,659                   | 0.5                       | 0                         | 454,349            | 1.0                | 0                  | 0            | 0   |
| Mediul Uman Protecția Animalelor          | 22,917                    | 0.0                       | 0                         | 374,179            | 0.8                | 0                  | 0            | 0   |
| Partidul Național Democrat                | 45,169                    | 0.1                       | 0                         | 176,020            | 0.4                | 0                  | 0            | 0   |
| Partidul Pirat din Germania               | 93,196                    | 0.2                       | 0                         | 173,476            | 0.4                | 0                  | 0            | 0   |
| Partidul Ecologic Democrat                | 166,228                   | 0.4                       | 0                         | 144,809            | 0.3                | 0                  | 0            | 0   |
| Bündnis Grundeinkommen                    | –                         | –                         | –                         | 97,539             | 0.2                | 0                  | 0            | nou |
| V-Partei3                                 | 1,201                     | 0.0                       | 0                         | 64,073             | 0.1                | 0                  | 0            | nou |
| Centrul German                            | –                         | –                         | –                         | 63,203             | 0.1                | 0                  | 0            | nou |
| Demokratie in Bewegung                    | –                         | –                         | –                         | 60,914             | 0.1                | 0                  | 0            | nou |
| Partidul Bavariei                         | 62,622                    | 0.1                       | 0                         | 58,037             | 0.1                | 0                  | 0            | 0   |
| AD-DEMOCRATS                              | –                         | –                         | –                         | 41,251             | 0.1                | 0                  | 0            | nou |
| Alianța pentru Protecția Animalelor       | 6,114                     | 0.0                       | 0                         | 32,221             | 0.1                | 0                  | 0            | nou |
| Partidul Marxist-Leninist                 | 35,760                    | 0.1                       | 0                         | 29,785             | 0.1                | 0                  | 0            | 0   |
| Partei für Gesundheitsforschung           | 1,537                     | 0.0                       | 0                         | 23,404             | 0.1                | 0                  | 0            | nou |
| Partidul Comunist German                  | 7,517                     | 0.0                       | 0                         | 11,558             | 0.1                | 0                  | 0            | nou |
| Lumea Umană                               | 2,205                     | 0.0                       | 0                         | 11,661             | 0.0                | 0                  | 0            | nou |
| Cenușii                                   | 4,300                     | 0.0                       | 0                         | 10,009             | 0.0                | 0                  | 0            | nou |
| Mișcarea Drepturilor Civile Solidaritatea | 15,960                    | 0.0                       | 0                         | 6,693              | 0.0                | 0                  | 0            | 0   |
| Umaniștii                                 | –                         | –                         | –                         | 5,991              | 0.0                | 0                  | 0            | nou |
| Magdeburger Garden Party                  | 2,570                     | 0.0                       | 0                         | 5,617              | 0.0                | 0                  | 0            | nou |
| Alianța pentru Germania                   | 6,316                     | 0.0                       | 0                         | 9,631              | 0.0                | 0                  | 0            | 0   |
| Die Urbane. Eine HipHop Partei            | 772                       | 0.0                       | 0                         | 3,032              | 0.0                | 0                  | 0            | nou |
| Dreapta                                   | 1,142                     | 0.0                       | 0                         | 2,054              | 0.0                | 0                  | 0            | nou |
| Partidul Socialist al Egalității          | 903                       | 0.0                       | 0                         | 1,291              | 0.0                | 0                  | 0            | 0   |
| Bergpartei, die "ÜberPartei"              | 672                       | 0.0                       | 0                         | 911                | 0.0                | 0                  | 0            | nou |
| Partidul pentru Răspuns                   | 242                       | 0.0                       | 0                         | 533                | 0.0                | 0                  | 0            | 0   |
| Violeții                                  | 2,176                     | 0.0                       | 0                         | –                  | –                  | –                  | 0            | 0   |
| Alianța C - Creștinii pentru Germania     | 1,717                     | 0.0                       | 0                         | –                  | –                  | –                  | 0            | nou |
| Noii Liberali                             | 884                       | 0.0                       | 0                         | –                  | –                  | –                  | 0            | nou |
| Uniunea                                   | 371                       | 0.0                       | 0                         | –                  | –                  | –                  | 0            | 0   |
| Partidul Familiei                         | 506                       | 0.0                       | 0                         | –                  | –                  | –                  | 0            | nou |
| Femeile                                   | 439                       | 0.0                       | 0                         | –                  | –                  | –                  | 0            | nou |
| Partidul Chiriașilor                      | 1,352                     | 0.0                       | 0                         | –                  | –                  | –                  | 0            | –   |
| Alții                                     | 100,889                   | 0.2                       | 0                         | –                  | –                  | –                  | 0            | –   |
| Indepedenți                               | 2,458                     | 0.0                       | 0                         | –                  | –                  | –                  | 0            | 0   |
| Voturi invalide/albe                      | 586,726                   | –                         | –                         | 460,849            | –                  | –                  | –            | –   |
| Total                                     | 46,976,341                | 100                       | 299                       | 46,976,341         | 100                | 410                | 709          | +78 |
| Voturi înregistrate/prezența              | 61,688,485                | 76.2                      | –                         | 61,688,485         | 76.2               | –                  | –            | –   |
| Sursă : Bundeswahlleiter                  |                           |                           |                           |                    |                    |                    |              |     |

| 246     | 153 | 94  | 80  | 69    | 67    |
| CDU/CSU | SPD | AfD | FDP | Linke | Grüne |